# 동물원 인터뷰
동물원 인터뷰(Creature Comforts)는 영국에서 제작된 닉 파크 감독의 1990년 가족, 애니메이션 영화이다. 사라 멀록 등이 제작에 참여하였다.
영국의 어덜트 스톱 모션 희극 모큐멘터리 프랜차이즈이다.